# Атажукин, Адиль-Гирей
Атажукин Адиль-Гирей Хаджи Темрюкович (по российским документам Адиль-Гирей Аджи Темрюков) — черкес из кабардинского княжеского рода (дата рождения достоверно неизвестна, дата смерти 1807).

## Биография
Младший сын князя Темрюка Атажукина и внук старшего князя-валия Кабарды Бамата (Магомеда) Кургокина-Атажукина. Старший брат — князь Измаил-бей Атажукин.
Имел чин российского премьер-майора (1794). Участник общественно-политических антиколониальных событий в конце XVIII в. в Кабарде. Его родной брат Измаил-бей Атажукин прототип главного героя поэмы М. Ю. Лермонтова «Измаил-бей». В 1787 году в составе кабардинского земского ополчения принимал участие в Русско-турецкой войне 1787—1791 годах на Кубани. Адиль-Гирей один из лидеров сопротивления введения в Кабарде родовых судов и расправ, действовавших на основе российских законов, в совокупности с другими мероприятиями ущемляющими права кабардинцев.
В 1795 году Атажукин вместе с братьями Измаил-беем и князем Атажуко Хамурзиным был выслан из Кабарды в Екатеринославскую губернию. В 1798 году бежал из ссылки обратно в Кабарду и возглавил антиколониальное движение придав ему религиозное содержание. В 1799 году активная политика Атажукина позволила упразднить родовые суды и расправы в Кабарде. Он также совершил хадж в Мекку. Обучался арабской и татарской «грамоте». Был женат. Сыновья: Касай, Исмаил, Казий, Магомет, Заюсхан. Умер в 1807 году во время эпидемии чумы.